# Eudora (program pocztowy)
Eudora  – klient poczty elektronicznej. Pierwsza wersja powstała w 1988, jej autorem był Steve Dorner, pracownik University of Illinois. Od 1991 do 2006 program był rozwijany przez firmę Qualcomm. Nazwa programu pochodzi od imienia amerykańskiej pisarki Eudory Welty, autorki noweli „Why I live at the Post Office”.

## Eudora 1.0 – 7.1
Program pozwala na wysyłanie, odbieranie i edytowanie e-maili sformatowanych w HTML-u lub jako zwykły tekst. Eudora obsługuje konta POP3 i IMAP oraz bezpieczne, szyfrowane połączenia SSL.
Wersja sponsorowana (Adware) zawiera praktycznie te same opcje (oprócz SpamWatch) co pełna płatna wersja. Wersja darmowa nie wyświetla reklam za cenę ograniczonej funkcjonalności.
Za minus należy uznać brak obsługi polskich znaków oraz brak słownika języka polskiego dla modułu sprawdzania pisowni.
Eudora posiada również następujące funkcje:
- SpamWatch – detekcja i filtrowanie spamu;
- ScamWatch – ostrzeganie przed możliwą próbą oszustwa (phishingu);
- MoodWatch – ostrzeganie przed potencjalnie obraźliwym językiem w wiadomościach przychodzących i wychodzących (działa tylko dla wybranych języków);
- Content Concentrator – ułatwia śledzenie wymiany informacji (zarządzanie długimi wątkami w korespondencji).

Po instalacji programu można w menu Help → Payment & Registration dokonać wyboru jednej z trzech opcji licencyjnych:
1. Wersja płatna (paid mode):
  - zawiera mechanizm blokujący spam – SpamWatch
  - dostęp do bezpłatnej pomocy technicznej
  - bezpłatne aktualizacje przez 12 miesięcy od daty zakupu
2. Wersja bezpłatna sponsorowana (sponsored mode):
  - takie same możliwości jak wersja płatna z wyjątkiem SpamWatch
  - wyświetla reklamy
  - brak dostępu do bezpłatnej pomocy technicznej
3. Wersja bezpłatna (light mode):
  - ograniczone możliwości
  - brak reklam
  - brak dostępu do bezpłatnej pomocy technicznej

Program standardowo instaluje się w wersji bezpłatnej – sponsorowanej (adware).
Program w wersji sponsorowanej sprawdzał, czy reklamy rzeczywiście się wyświetlają. W przypadku zasłonięcia okna z reklamami lub niemożności połączenia się z serwerem reklam wyświetlał się komunikat o konieczności usunięcia zaistniałego stanu rzeczy, gdyż w przeciwnym razie program przejdzie w tryb pracy light. W ostatnich wersjach ta funkcja została zdezaktywowana.
Rozwój programu został wstrzymany w październiku 2006, ostatnią wersją dla Windows jest 7.1, a dla Mac – 6.2.4. Obecnie nie można już kupić licencji, ale program dalej można ściągnąć i używać bez ograniczeń.

## Penelope, Eudora 8 beta i Eudora OSE
Ogłaszając wstrzymanie rozwoju Eudory Qualcomm jednocześnie zapowiedział wypuszczenie zupełnie nowego programu pocztowego opartego na Thunderbirdzie. Wczesne wersje beta były dostępne w postaci dodatku dla Thunderbirda, późniejsze były rozpowszechniane w dwóch wersjach: dodatku o nazwie Penelope (oryginalna nazwa nowego projektu) oraz kompletnego archiwum zawierającego Thunderbird i wspomniany dodatek, o nazwie Eudora 8. Pierwsza wersja stabilna została wypuszczona 13.09.2010, kompletne archiwum nosi nazwę Eudora OSE 1.0 (OSE oznacza Open Source Edition – wersja oparta na wolnych źródłach). Dostępne są wersje dla Windows, OS X i (po raz pierwszy w historii) Linuksa. Podobnie jak Thunderbird, Eudora OSE w pełni obsługuje polskie litery. Od tego czasu nie ukazała się żadna nowa wersja, a domena eudora.com przekierowuje na mozilla.org.